# Masashi Ebinuma
Masashi Ebinuma (jap. 海老沼匡, Ebinuma, Masashi; * 15. Februar 1990 in Oyama) ist ein ehemaliger japanischer Judoka. Er gewann zwei olympische Bronzemedaillen und war dreimal Weltmeister im Halbleichtgewicht, der Gewichtsklasse bis 66 Kilogramm.
Ebinuma gewann 2006 bei den U20-Asienmeisterschaften und belegte 2008 den dritten Platz bei den U20-Weltmeisterschaften. 2009 siegte er bei der Universiade in Belgrad. Bei den Weltmeisterschaften 2011 in Paris besiegte er im Viertelfinale den Südkoreaner Cho Jun-ho, im Halbfinale den Russen Musa Moguschkow und im Finale den Brasilianer Leandro Cunha.
Ein Jahr später besiegte er auch bei den Olympischen Sommerspielen in London im Viertelfinale Cho Jun-ho. Im Halbfinale unterlag er dem Georgier Lascha Schawdatuaschwili, den Kampf um Bronze gewann Ebinuma gegen den Polen Paweł Zagrodnik. 2013 fanden die Weltmeisterschaften in Rio de Janeiro statt. Ebinuma besiegte im Halbfinale Charles Chibana aus Brasilien und im Finale den Kasachen Asamat Muqanow. 2014 in Tscheljabinsk gewann Ebinuma seinen dritten Weltmeistertitel, im Halbfinale bezwang er den Franzosen Loïc Korval und im Finale den Russen Michail Puljajew. Bei den Weltmeisterschaften 2015 in Astana schied Ebinuma im Achtelfinale gegen den Usbeken Rischod Sobirow aus. Die Olympischen Sommerspiele 2016 wurden wie die Weltmeisterschaften 2013 in Rio de Janeiro ausgetragen. Ebinuma erreichte das Halbfinale und unterlag dann dem Südkoreaner An Ba-ul. Den Kampf um Bronze gewann der Japaner gegen den Kanadier Antoine Bouchard. 
2017 wechselte der 1,70 m große Ebinuma ins Leichtgewicht, die Gewichtsklasse bis 73 Kilogramm. Bei den Asienspielen 2018 gewann Ebinuma mit dem japanischen Mixed-Team den Titel in der Mannschaftswertung, im Einzelwettbewerb trat für Japan Shōhei Ōno an. Sein bis dahin größter internationaler Erfolg in der neuen Gewichtsklasse war der Sieg beim Grand Slam in Osaka 2019, bei dem er sich im Finale gegen seinen Teamkollegen Soichi Hashimoto durchsetzte. 2021 gewann er noch einmal den japanischen Meistertitel und beendete danach seine Karriere.